# Bell MTS
Bell MTS, früher bekannt als Manitoba Telecom Services Inc. (MTS), ist ein Telekommunikationsunternehmen mit Hauptsitz in Winnipeg, Manitoba, Kanada. Das Unternehmen bietet Festnetz, Internet und Mobilfunkdienstleistungen an. Es ist der viertgrößte Telekommunikationsanbieter in Kanada. Manitoba Telecom Services beschäftigt über 6.500 Mitarbeiter.

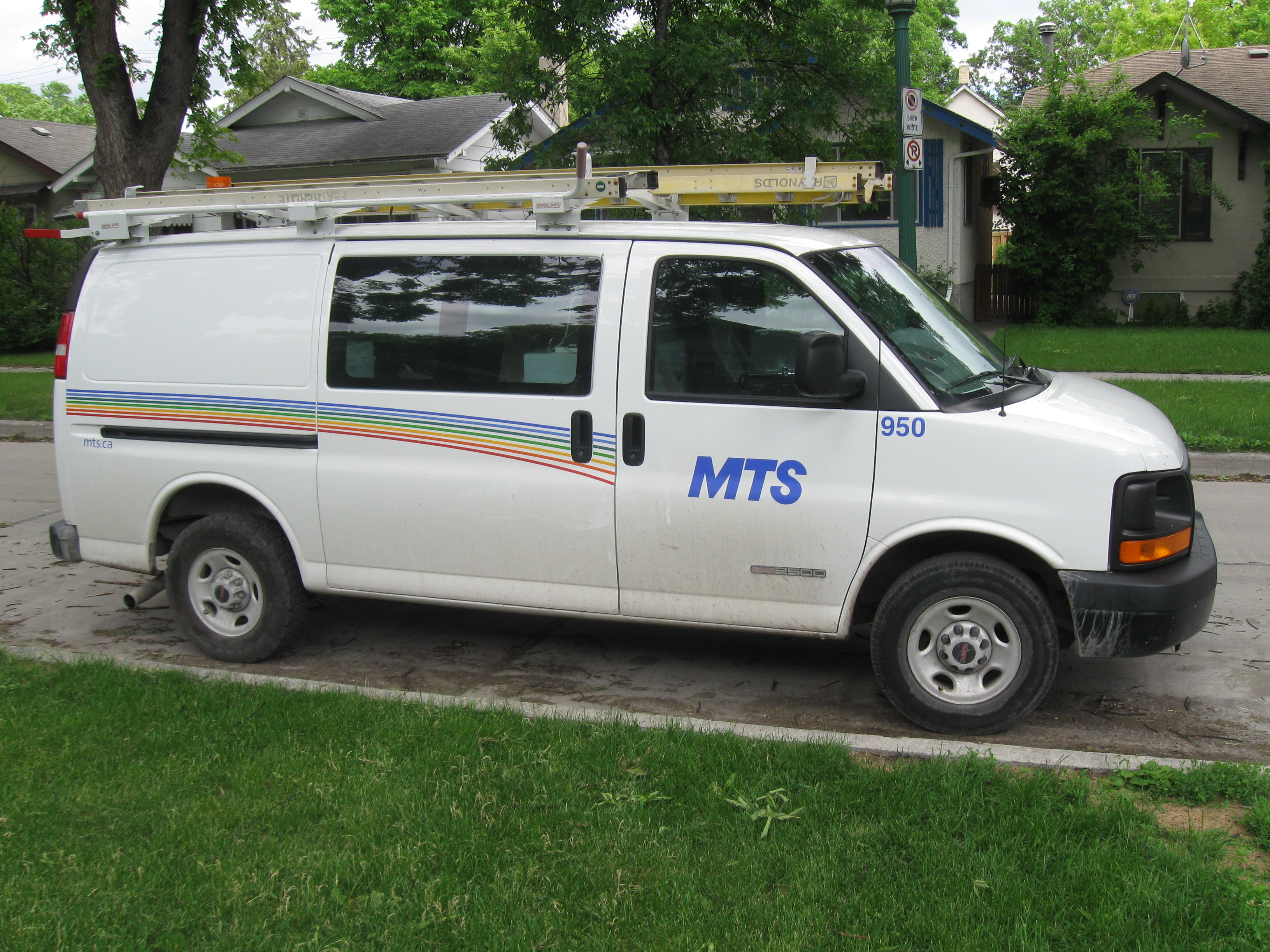
MTS Servicefahrzeug Winnipeg

## Geschichte
Am 21. Juni 1959 wurde die Notrufnummer 9-9-9 in Winnipeg eingerichtet. Somit war Winnipeg eine der ersten Städte in Nordamerika, die diese Nummer verwendeten. Ende 1950 bezog Manitoba Telecom Services (MTS) seine ersten Büros auf der Empress Street, in der Nähe des Polo Park Shopping Centre. In den 1970er-Jahren begann das Unternehmen simultan zu AT&T mit dem Verkauf von Telefonen und bot zudem die Installation eines RJ11-Telefonanschussdose gratis an. 1980 eröffnete das Unternehmen erste Verkaufsstellen in größeren Einkaufszentren. Ende der 1980er-Jahre startete das Unternehmen mit den ersten Mobilfunknetzen. 1996 folgte der Gang an die Börse (bis 2017). 1999 begann das Unternehmen, DSL-Internetanschlüsse anzubieten. 2001 wurde ein neuer Hauptsitz auf der 333 Main Street bezogen.

## Standorte
Das MTS Long Distance Gateway befindet sich im J.F. Mills Building auf der Corydon Avenue, die auch als Confusion Corner bekannt ist. Dort werden u. a. Fernsehsignale in das Kabelnetz eingespeist und an andere Sendetürme weitergeleitet.